# Raccolta di racconti
Una raccolta di racconti è un volume che raccoglie brevi componimenti letterari di carattere narrativo.

## Definizioni

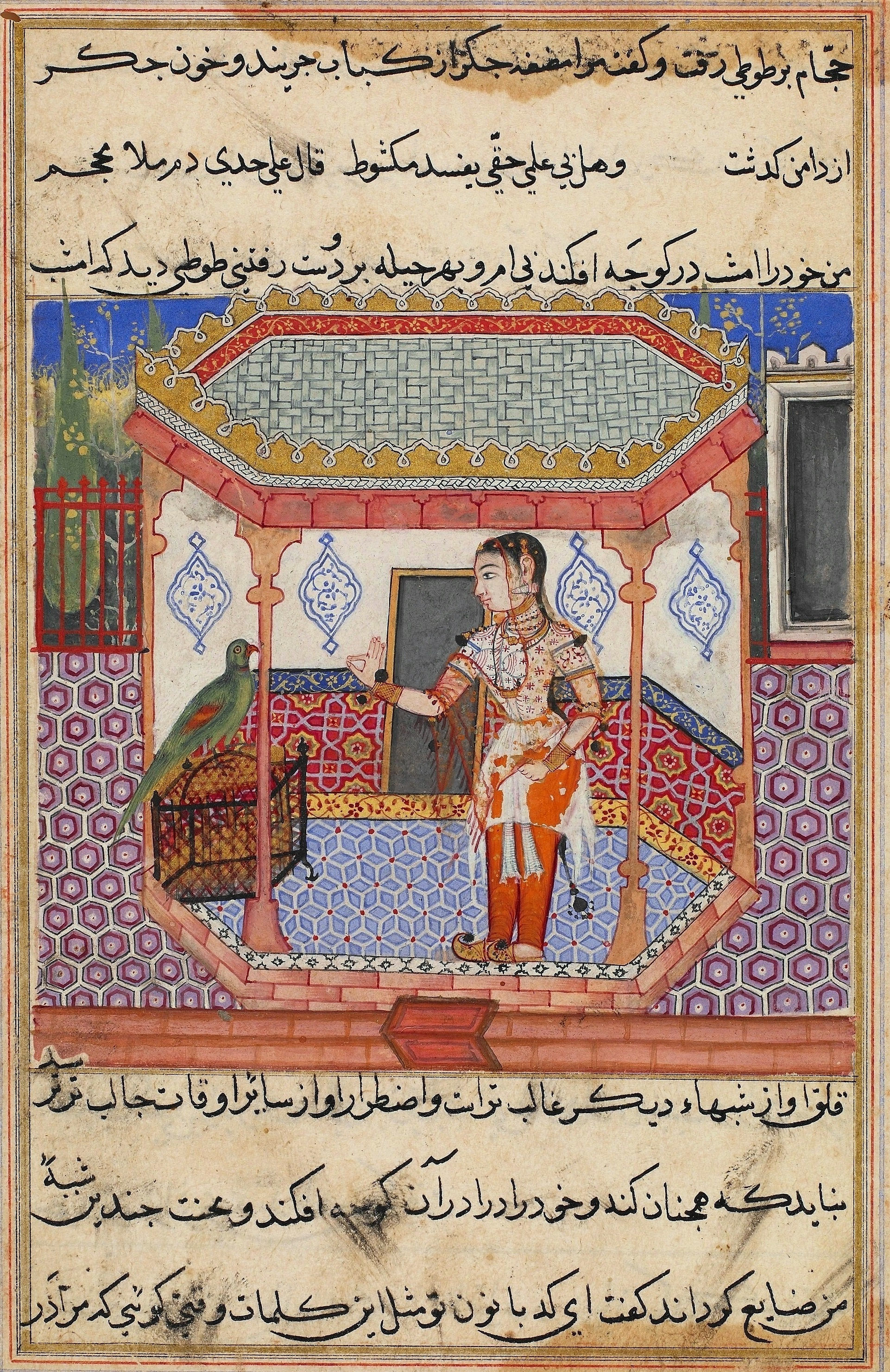
Miniatura del codice del Tūti-nāma (XVI secolo)

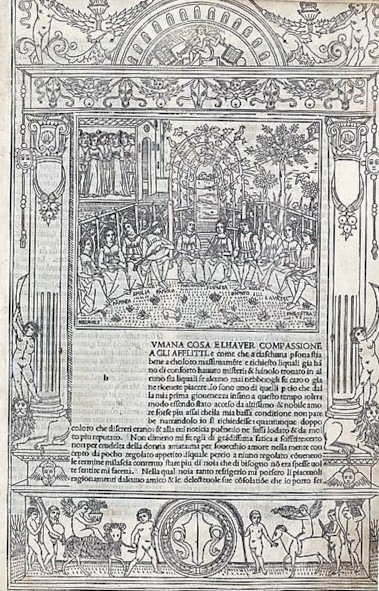
Codice del Decameron, 1492

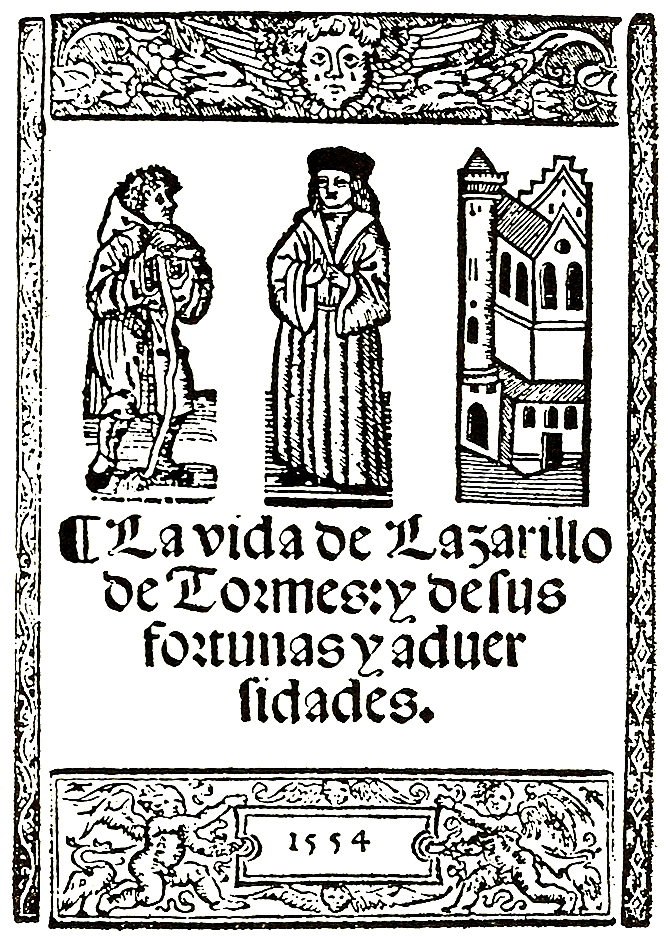
Edizione principe de La vida de Lazarillo de Tormes (1554)

Si intende qui per "racconto" un «componimento letterario di carattere narrativo, quasi sempre d’invenzione, più breve e meno complesso del romanzo (in quanto dedicato in genere a una sola vicenda e destinato a una lettura ininterrotta) e distinto dalla fiaba perché tende a presentare i fatti come realmente avvenuti (per questi suoi caratteri si identifica sostanzialmente con la novella)»,. Si identifica pertanto il racconto in base soprattutto alla brevità, al pari dell'inglese "short story" e si considerano tra loro sinonimi i sostantivi "racconto" e "novella".
La raccolta di racconti contiene di solito componimenti di uno stesso autore, inediti o apparsi precedentemente in quotidiani o in periodici. La raccolta può contenere racconti di autori diversi, purché i racconti siano accomunati da uno specifico tema o siano stati scritti appositamente per la raccolta: è il caso, per esempio, delle serate di Médan contenente racconti di Zola e dei suoi giovani amici, tutti ispirati alla guerra franco-prussiana. Nel caso in cui la raccolta comprenda composizioni di autori vari ma scelti fra quelli ritenuti più significativi, oppure composizioni scelte di un singolo autore, si parla di "antologia" o "silloge".

## Struttura
La raccolta può contenere racconti non collegati fra di loro (è il caso, per esempio, delle Novelle per un anno di Pirandello). A partire dal XIX secolo spesso gli autori includono nella raccolta i racconti composti in un determinato periodo di tempo di solito a partire dall'ultima raccolta pubblicata.
Spesso tuttavia i racconti di una raccolta sono collegati fra di loro, e ciò avviene secondo due procedimenti principali, denominati dal formalista russo Šklovskij "a cornice" e "a infilzamento":
- il procedimento "a cornice", consiste nell'inserire i diversi racconti in un altro racconto, di solito quello introduttivo, che funge da cornice narrativa. Con lo scopo di «ritardare il compimento di un'azione», il procedimento si ritrova già nelle antiche raccolte indiane (ad esempio nel Śukasaptati, dove un uomo, prima di partire, per evitare che la propria moglie si rechi dall'amante, incarica un pappagallo di raccontarle delle fiabe interrompendosi e aggiungendo "il resto lo saprai domani se stanotte resterai a casa") e nelle Mille e una notte, dove la moglie del sultano, per ostacolare un'assurda sentenza capitale, narra al marito varie storie, interrompendole e rimandandole all'incontro successivo[8]. La cornice del Decameron di Boccaccio, dove dieci giovani si isolano per sfuggire a una epidemia e si intrattengono narrando a turno delle storie, costituisce invece il modello del «tipo europeo di "incorniciamento", dove il procedimento ha lo scopo del "raccontare per l'amore di raccontare"»[9].
- il procedimento "a infilzamento" (o "a schidionata", come traduce Marija Olsufʹeva[10][11]) consiste nell'aggiunta successiva dei racconti, come pezzi di carne infilzati l'uno dopo l'altro in uno schidione, collegati tramite un protagonista comune, l'eroe, in base a un motivo il principale dei quali è «il viaggio, e in particolare il viaggio alla ricerca di un posto»[12]. Una serie di racconti che, pur avendo una propria autonomia narrativa, sono legati fra loro dalla continuità o complementarità di vicende, personaggi (per esempio quelle di Sindbad il marinaio[12],  o le raccolte di P. G. Wodehouse accomunate da un personaggio comune quale Jeeves, Lord Emsworth o Mr. Mulliner[13]), area geografica (per esempio Gente di Dublino),  situazioni, ecc., si chiama "ciclo"[14][15].

Per Šklovskij, «il romanzo contemporaneo è stato preceduto dalla raccolta di novelle: questa affermazione non implica l'esistenza di un legame causale tra di loro, ma stabilisce semplicemente un fatto cronologico». Richiamandosi a Šklovskij, Ejchenbaum suggerisce invece un legame causale fra la raccolta di racconti e il romanzo di avventura, in quanto entrambi utilizzano gli stessi procedimenti: «Dalla raccolta di novelle nello stile del Decameron, mediante lo sviluppo della cornice e della motivazione, è derivato il vecchio romanzo d’avventure, costruito mediante l’infilzamento di singole avventure poco solidamente connesse in una fabula, lungo un asse che attraversa il romanzo ed è rappresentato dall'eroe». Esistono opere letterarie in cui è difficile giudicare se si tratta di un protoromanzo o di una raccolta di racconti che avevano avuto precedentemente una vita autonoma ed erano collegati nella raccolta mediante il procedimento dell'infilzamento; è il caso, per esempio, di Lazarillo de Tormes, un romanzo picaresco dove si narra di un fanciullo alla ricerca di un posto di lavoro o dell'Asino d'oro di Apuleio. Pnin di Nabokov apparve in sezioni autonome sul New Yorker prima di essere revisionato dall'autore per poter essere stampato in volume.